# Stenokelisia gialova
Stenokelisia gialova är en insektsart som beskrevs av Asche och Hoch 1983. Stenokelisia gialova ingår i släktet Stenokelisia och familjen sporrstritar.
Artens utbredningsområde är Grekland. Inga underarter finns listade i Catalogue of Life.